# Ясногородський провулок
Ясногоро́дський прову́лок — зниклий провулок, що існував у Шевченківському районі міста Києва, місцевість Сирець. Пролягав від Ясногірської вулиці (за довідниками 1975 та 1979 років Ясногородської вулиці) до тупика.

## Історія
Виник у середині ХХ століття під назвою Бабій Яр. Назву Ясногородський провулок набув 1952 року. 
Ліквідований 1978 року.